# Serie B 2016-2017 (calcio femminile)
L'edizione 2016-2017 è stata la quarantaseiesima del campionato di Serie B femminile italiana di calcio, il secondo livello nella struttura del calcio femminile in Italia. Il campionato è iniziato il 2 ottobre 2016 e si è concluso il 14 maggio 2017.

## Stagione

### Novità
Al termine della stagione 2015-2016 sono state promosse in Serie A Como 2000, Cuneo, E.D.P. Jesina e Chieti, mentre sono state retrocesse in Serie C Villacidro, Foligno e Bologna, con l'Eleonora Folgore ritiratasi dal campionato. Dalla Serie A 2015-2016 sono state retrocesse Vittorio Veneto, Pink Sport Time, Riviera di Romagna e Südtirol.
Delle squadre aventi diritto non sono state ammesse al campionato di Serie B:
- Bocconi Milano, Catania, Pordenone, Centro Ester e Ludos Palermo per espressa rinuncia;
- Riviera di Romagna e Filosport Castellana per mancata presentazione della domanda.

Di conseguenza, a completamento dell'organico, sono state ammesse al campionato di Serie B l'Arezzo e il Grifone Gialloverde.
Ci sono, inoltre, state le seguenti variazioni della denominazione sociale:
- da U.S.D. Amicizia Lagaccio ad A.S.D. Amicizia Lagaccio C.F.;
- da A.C.F. 2003 Lucca A.S.D. ad A.C.F. Lucchese Femminile;
- da A.S.D. Napoli C.F. ad A.S.D. Napoli C.F.M. Collana;
- da A.C.F.D. Imolese Femminile ad A.C.D. Imolese F.M.;
- da F.C.D. Accademia Acqui ad F.C.D. Novese Calcio Femminile;
- da A.S.D. Anima e Corpo Orobica C.F. ad A.S.D. Orobica Calcio Bergamo.

A partire dalla terza giornata di campionato l'A.S.D. Reggiana C.F. è diventata ufficialmente A.S.D. Sassuolo C.F.

### Formula
Le 52 squadre partecipanti sono state suddivise in due gironi da 12 squadre ciascuno e due gironi da 14 squadre ciascuno. In ogni girone le squadre si affrontano in un girone all'italiana con partite di andata e ritorno per un totale di 22 giornate nei gironi da 12 e 26 giornate nei gironi da 14. Le squadre prime classificate di ciascun girone, per un totale di quattro squadre, sono promosse direttamente in Serie A. Retrocedono in Serie C le squadre classificate all'ultimo posto di ciascun girone, per un totale di quattro squadre.

### Avvenimenti
Il 23 novembre 2016 il giudice sportivo ha comminato al Torino la perdita per 3-0 della partita contro il Caprera, valevole per la sesta giornata di campionato, e la penalizzazione di un punto in classifica per non essersi presentato sul terreno di gioco del Caprera. Il 18 gennaio 2017 il giudice sportivo ha comminato al Südtirol Damen Bolzano la perdita per 3-0 della partita contro il Trento Clarentia, valevole per la dodicesima giornata di campionato, e la penalizzazione di un punto in classifica per essersi presentato sul terreno di gioco con solo 5 calciatrici.

## Girone A

### Squadre partecipanti
| Club                             | Città        | Stagione 2015-2016                           |
| -------------------------------- | ------------ | -------------------------------------------- |
| A.C.F. Alessandria               | Alessandria  | 10º posto in Serie B/C                       |
| A.S.D. Amicizia Lagaccio C.F.    | Genova       | 6º posto in Serie B/C                        |
| A.S.D. Atletico Oristano         | Oristano     | 10º posto in Serie B/A                       |
| G.S.C.F. Caprera                 | La Maddalena | 11º posto in Serie B/B                       |
| S.S.D. Empoli Ladies FBC         | Empoli       | 2º posto in Serie B/C (come Castelfranco)    |
| A.S.D. Femminile Juventus Torino | Torino       | 1º posto in Serie C Piemonte/Valle d'Aosta   |
| S.C.D. Ligorna 1922              | Genova       | 1º posto in Serie C Liguria                  |
| A.C.F. Lucchese Femminile        | Lucca        | 1º posto in Serie C Toscana                  |
| S.C. Molassana Boero A.S.D.      | Genova       | 9º posto in Serie B/C                        |
| S.C. Musiello A.C. Saluzzo 90    | Saluzzo      | 3º posto in Serie B/C                        |
| F.C.D. Novese C.F.               | Novi Ligure  | 4º posto in Serie B/C (come Accademia Acqui) |
| A.C.F. Torino                    | Torino       | 8º posto in Serie B/C                        |

### Classifica finale
|  | Pos. | Squadra           | Pt | G  | V  | N | P  | GF | GS | DR  |
|  | ---- | ----------------- | -- | -- | -- | - | -- | -- | -- | --- |
|  | 1.   | Empoli            | 58 | 22 | 18 | 4 | 0  | 66 | 11 | +55 |
|  | 2.   | Novese            | 57 | 22 | 18 | 3 | 1  | 58 | 16 | +42 |
|  | 3.   | Amicizia Lagaccio | 39 | 22 | 11 | 6 | 5  | 52 | 32 | +20 |
|  | 4.   | Alessandria       | 35 | 22 | 10 | 5 | 7  | 46 | 29 | +17 |
|  | 5.   | Ligorna 1922      | 35 | 22 | 10 | 5 | 7  | 31 | 27 | +4  |
|  | 6.   | Juventus Torino   | 30 | 22 | 8  | 6 | 8  | 36 | 28 | +8  |
|  | 7.   | Lucchese          | 30 | 22 | 8  | 6 | 8  | 45 | 41 | +4  |
|  | 8.   | Molassana Boero   | 28 | 22 | 8  | 4 | 10 | 35 | 34 | +1  |
|  | 9.   | Atletico Oristano | 22 | 22 | 7  | 1 | 14 | 36 | 90 | -54 |
|  | 10.  | Torino (-1)       | 14 | 22 | 4  | 3 | 15 | 23 | 55 | -32 |
|  | 11.  | Caprera           | 13 | 22 | 3  | 4 | 15 | 20 | 48 | -28 |
|  | 12.  | Musiello Saluzzo  | 9  | 22 | 2  | 3 | 17 | 21 | 58 | -37 |

Legenda:
      Promossa in Serie A 2017-2018
      Retrocessa in Serie C 2017-2018
Note:
Tre punti a vittoria, uno a pareggio, zero a sconfitta.
Il Torino ha scontato 1 punto di penalizzazione.

### Risultati
|                   | Ale  | Ami  | AOr  | Cap  | Emp  | Juv  | Lig  | Luc  | Mol  | Mus  | Nov  | Tor  |
| ----------------- | ---- | ---- | ---- | ---- | ---- | ---- | ---- | ---- | ---- | ---- | ---- | ---- |
| Alessandria       | –––– | 0-0  | 10-2 | 1-0  | 1-2  | 2-0  | 0-3  | 1-1  | 1-1  | 5-2  | 1-2  | 3-1  |
| Amicizia Lagaccio | 2-2  | –––– | 10-1 | 2-0  | 0-3  | 1-1  | 2-0  | 2-1  | 1-1  | 3-1  | 2-0  | 7-0  |
| Atletico Oristano | 3-2  | 1-4  | –––– | 1-1  | 0-5  | 3-2  | 0-1  | 5-4  | 4-0  | 4-2  | 0-6  | 4-3  |
| Caprera           | 2-3  | 2-3  | 2-1  | –––– | 0-6  | 0-2  | 0-1  | 1-2  | 0-0  | 2-0  | 2-5  | 3-0  |
| Empoli            | 2-1  | 4-2  | 7-0  | 4-0  | –––– | 3-1  | 4-0  | 6-2  | 4-0  | 1-0  | 1-1  | 3-0  |
| Juventus Torino   | 1-0  | 2-1  | 4-0  | 3-0  | 1-1  | –––– | 1-3  | 3-0  | 0-2  | 6-0  | 0-1  | 1-1  |
| Ligorna 1922      | 1-2  | 1-1  | 6-0  | 4-1  | 0-0  | 0-0  | –––– | 1-1  | 0-2  | 3-0  | 0-3  | 1-0  |
| Lucchese          | 0-0  | 3-3  | 6-2  | 3-1  | 0-2  | 1-1  | 5-1  | –––– | 4-3  | 2-0  | 2-3  | 3-1  |
| Molassana Boero   | 1-2  | 4-2  | 8-1  | 2-0  | 0-1  | 2-2  | 0-1  | 0-2  | –––– | 1-0  | 0-2  | 2-3  |
| Musiello Saluzzo  | 0-4  | 1-3  | 1-2  | 2-2  | 0-4  | 1-3  | 1-1  | 2-1  | 1-3  | –––– | 1-2  | 2-1  |
| Novese            | 3-1  | 4-0  | 3-0  | 2-0  | 1-1  | 5-2  | 3-0  | 2-2  | 2-1  | 1-0  | –––– | 6-0  |
| Torino            | 0-4  | 0-1  | 3-2  | 1-1  | 1-2  | 1-0  | 1-3  | 1-0  | 1-2  | 4-4  | 0-1  | –––– |

## Girone B

### Squadre partecipanti
| Club                              | Città                  | Stagione 2015-2016                          |
| --------------------------------- | ---------------------- | ------------------------------------------- |
| A.C.F. Arezzo A.S.D.              | Arezzo                 | in Serie C Toscana                          |
| A.S.D. Castelvecchio              | Savignano sul Rubicone | 5º posto in Serie B/C                       |
| Fed. Sammarinese Gioco Calcio     | Dogana (San Marino)    | 1º posto in Serie C Emilia-Romagna          |
| A.S.D. Gordige Calcio Ragazze     | Cavarzere              | 9º posto in Serie B/B                       |
| A.F.D. Grifo Perugia              | Perugia                | 3º posto in Serie B/B                       |
| A.C.D. Imolese F.M.               | Imola                  | 7º posto in Serie B/C                       |
| A.S.D. La Saponeria               | Pescara                | 1º posto in Serie C Abruzzo                 |
| A.S.D.F.C.F. Marcon               | Marcon                 | 6º posto in Serie B/B                       |
| S.S.D. New Team Ferrara           | Ferrara                | 11º posto in Serie B/B                      |
| A.S.D. Calcio Padova Femminile    | Padova                 | 4º posto in Serie B/B                       |
| A.S.D.C.F. Permac Vittorio Veneto | Vittorio Veneto        | 9º posto in Serie A                         |
| A.S.D. Sassuolo C.F.              | Sassuolo               | 11º posto in Serie B/C (come Reggiana C.F.) |
| Udinese Calcio Femminile          | Udine                  | 1º posto in Serie C Friuli-Venezia Giulia   |
| Virtus Padova Femminile           | Padova                 | 1º posto in Serie C Veneto                  |

### Classifica finale
|  | Pos. | Squadra          | Pt | G  | V  | N | P  | GF  | GS | DR  |
|  | ---- | ---------------- | -- | -- | -- | - | -- | --- | -- | --- |
|  | 1.   | Sassuolo         | 69 | 26 | 22 | 3 | 1  | 102 | 15 | +87 |
|  | 2.   | Vittorio Veneto  | 66 | 26 | 21 | 3 | 2  | 63  | 16 | +47 |
|  | 3.   | Padova           | 59 | 26 | 18 | 5 | 3  | 83  | 33 | +50 |
|  | 4.   | Castelvecchio    | 53 | 26 | 16 | 5 | 5  | 49  | 18 | +31 |
|  | 5.   | Marcon           | 44 | 26 | 12 | 8 | 6  | 48  | 37 | +11 |
|  | 6.   | Grifo Perugia    | 37 | 26 | 11 | 4 | 11 | 36  | 33 | +3  |
|  | 7.   | Fed. Sammarinese | 35 | 26 | 10 | 5 | 11 | 47  | 51 | -4  |
|  | 8.   | Arezzo           | 32 | 26 | 8  | 8 | 10 | 36  | 46 | -10 |
|  | 9.   | New Team Ferrara | 28 | 26 | 8  | 4 | 14 | 35  | 66 | -31 |
|  | 10.  | Imolese          | 23 | 26 | 6  | 5 | 15 | 35  | 66 | -31 |
|  | 11.  | Udinese          | 22 | 26 | 6  | 4 | 16 | 37  | 57 | -20 |
|  | 12.  | Virtus Padova    | 22 | 26 | 6  | 4 | 16 | 32  | 63 | -31 |
|  | 13.  | La Saponeria     | 13 | 26 | 3  | 4 | 19 | 16  | 79 | -63 |
|  | 14.  | Gordige          | 10 | 26 | 2  | 4 | 20 | 17  | 56 | -39 |

Legenda:
      Promossa in Serie A 2017-2018
      Retrocessa in Serie C 2017-2018
Note:
Tre punti a vittoria, uno a pareggio, zero a sconfitta.

### Risultati
|                  | Are  | Cas  | FeS  | Gor  | Gri  | Imo  | LaS  | Mar  | NTF  | Pad  | Sas  | Udi  | Vir  | Vit  |
| ---------------- | ---- | ---- | ---- | ---- | ---- | ---- | ---- | ---- | ---- | ---- | ---- | ---- | ---- | ---- |
| Arezzo           | –––– | 0-1  | 1-1  | 0-0  | 1-1  | 0-0  | 2-1  | 1-1  | 1-1  | 2-2  | 1-5  | 3-3  | 0-2  | 1-4  |
| Castelvecchio    | 2-1  | –––– | 2-0  | 1-0  | 6-0  | 1-1  | 4-0  | 2-1  | 1-2  | 0-0  | 0-1  | 5-0  | 4-0  | 1-2  |
| Fed. Sammarinese | 3-1  | 1-1  | –––– | 5-1  | 3-1  | 3-0  | 7-0  | 1-3  | 1-2  | 1-4  | 1-6  | 0-1  | 1-0  | 0-2  |
| Gordige          | 0-1  | 0-3  | 1-2  | –––– | 0-3  | 1-3  | 1-0  | 1-2  | 1-2  | 2-3  | 0-1  | 0-3  | 1-2  | 0-4  |
| Grifo Perugia    | 0-1  | 1-2  | 4-0  | 0-1  | –––– | 3-2  | 3-0  | 2-0  | 1-0  | 1-2  | 1-2  | 2-1  | 2-0  | 0-1  |
| Imolese          | 2-3  | 2-1  | 1-1  | 2-2  | 2-1  | –––– | 3-0  | 1-4  | 5-1  | 1-6  | 0-6  | 2-1  | 1-3  | 0-2  |
| La Saponeria     | 0-3  | 0-2  | 2-2  | 3-0  | 2-2  | 2-1  | –––– | 1-1  | 2-1  | 1-3  | 0-6  | 0-1  | 0-2  | 0-2  |
| Marcon           | 3-2  | 1-1  | 2-2  | 1-0  | 2-0  | 4-2  | 6-0  | –––– | 1-1  | 1-1  | 1-4  | 0-2  | 1-0  | 0-0  |
| New Team Ferrara | 1-3  | 0-3  | 0-5  | 1-0  | 2-3  | 2-1  | 6-0  | 0-3  | –––– | 1-6  | 0-6  | 3-2  | 3-2  | 2-3  |
| Padova           | 5-2  | 1-3  | 4-2  | 4-1  | 2-0  | 7-0  | 2-0  | 1-1  | 5-0  | –––– | 2-2  | 3-2  | 3-0  | 4-2  |
| Sassuolo         | 2-0  | 3-0  | 8-0  | 5-0  | 0-0  | 4-1  | 5-0  | 5-0  | 6-0  | 2-1  | –––– | 5-3  | 7-1  | 0-1  |
| Udinese          | 2-4  | 1-2  | 1-3  | 2-2  | 1-4  | 1-0  | 1-1  | 1-3  | 2-2  | 3-5  | 0-3  | –––– | 1-0  | 1-2  |
| Virtus Padova    | 1-2  | 0-1  | 0-2  | 1-1  | 0-0  | 1-1  | 6-1  | 3-6  | 2-2  | 0-5  | 1-7  | 2-1  | –––– | 1-4  |
| Vittorio Veneto  | 3-0  | 0-0  | 3-0  | 1-0  | 0-1  | 6-1  | 7-0  | 3-0  | 1-0  | 3-2  | 1-1  | 1-0  | 5-1  | –––– |

## Girone C

### Squadre partecipanti
| Club                             | Città                         | Stagione 2015-2016                      |
| -------------------------------- | ----------------------------- | --------------------------------------- |
| C.S.R. D. Azalee                 | Gallarate                     | 8º posto in Serie B/A                   |
| U.S. Azzurra San Bartolomeo      | Trento                        | 8º posto in Serie B/B                   |
| A.S.D. Fimauto Valpolicella      | San Pietro in Cariano         | 2º posto in Serie B/A                   |
| A.S.D. Fortitudo Mozzecane       | Mozzecane                     | 7º posto in Serie B/A                   |
| A.S.D.F. Inter Milano            | Milano                        | 3º posto in Serie B/A                   |
| S.S.D. Football Milan Ladies     | Milano                        | 9º posto in Serie B/A                   |
| A.S.D. Orobica Calcio Bergamo    | Bergamo                       | 4º posto in Serie B/A                   |
| A.S.D Pro San Bonifacio          | San Bonifacio                 | 2º posto in Serie B/B                   |
| A.S.D. Real Meda C.F.            | Meda                          | 5º posto in Serie B/A                   |
| A.S.D. Riozzese                  | Riozzo di Cerro al Lambro     | 1º posto in Serie C Lombardia           |
| C.F. Südtirol Damen Bolzano A.D. | Bolzano                       | 12º posto in Serie A                    |
| A.S.D. A.C.F. Trento Clarentia   | Trento                        | 7º posto in Serie B/B                   |
| F.C. Unterland Damen             | Cortina sulla Strada del Vino | 1º posto in Serie C Trentino-Alto Adige |
| A.S.D. Vicenza C.F.              | Vicenza                       | 10º posto in Serie B/B                  |

### Classifica finale
|  | Pos. | Squadra                | Pt | G  | V  | N  | P  | GF  | GS  | DR   |
|  | ---- | ---------------------- | -- | -- | -- | -- | -- | --- | --- | ---- |
|  | 1.   | Valpolicella           | 71 | 26 | 23 | 2  | 1  | 96  | 17  | +79  |
|  | 2.   | Inter Milano           | 69 | 26 | 22 | 3  | 1  | 102 | 23  | +79  |
|  | 3.   | Pro San Bonifacio      | 54 | 26 | 17 | 3  | 6  | 68  | 31  | +37  |
|  | 4.   | Real Meda              | 42 | 26 | 12 | 6  | 8  | 47  | 40  | +7   |
|  | 5.   | Orobica                | 40 | 26 | 11 | 7  | 8  | 65  | 46  | +19  |
|  | 6.   | Trento Clarentia       | 38 | 26 | 11 | 5  | 10 | 61  | 45  | +16  |
|  | 7.   | Fortitudo Mozzecane    | 37 | 26 | 9  | 10 | 7  | 51  | 37  | +14  |
|  | 8.   | Unterland              | 37 | 26 | 10 | 7  | 9  | 51  | 43  | +8   |
|  | 9.   | Azalee                 | 37 | 26 | 10 | 7  | 9  | 51  | 45  | +6   |
|  | 10.  | Riozzese               | 30 | 26 | 9  | 3  | 14 | 45  | 66  | -21  |
|  | 11.  | Milan Ladies           | 24 | 26 | 6  | 6  | 14 | 32  | 39  | -7   |
|  | 12.  | Azzurra San Bartolomeo | 19 | 26 | 5  | 4  | 17 | 23  | 63  | -40  |
|  | 13.  | Vicenza                | 13 | 26 | 3  | 4  | 19 | 17  | 78  | -61  |
|  | 14.  | Südtirol (-1)          | 0  | 26 | 0  | 1  | 25 | 9   | 145 | -136 |

Legenda:
      Promossa in Serie A 2017-2018
      Retrocessa in Serie C 2017-2018
Note:
Tre punti a vittoria, uno a pareggio, zero a sconfitta.
Il Südtirol ha scontato 1 punto di penalizzazione.

### Risultati
|                        | Aza  | Azz  | For  | Int  | Mil  | Oro  | PSB  | Rea  | Rio  | Süd  | Tre  | Unt  | Val  | Vic  |
| ---------------------- | ---- | ---- | ---- | ---- | ---- | ---- | ---- | ---- | ---- | ---- | ---- | ---- | ---- | ---- |
| Azalee                 | –––– | 3-1  | 2-2  | 1-1  | 1-0  | 1-2  | 0-4  | 1-1  | 3-2  | 8-0  | 0-0  | 1-1  | 0-2  | 4-0  |
| Azzurra San Bartolomeo | 1-4  | –––– | 1-1  | 0-2  | 1-0  | 3-2  | 1-3  | 1-1  | 1-2  | 4-1  | 0-4  | 2-2  | 0-2  | 1-2  |
| Fortitudo Mozzecane    | 4-4  | 0-1  | –––– | 0-4  | 0-0  | 1-1  | 1-2  | 3-3  | 3-0  | 5-0  | 1-1  | 1-1  | 0-5  | 4-1  |
| Inter Milano           | 3-0  | 6-0  | 4-2  | –––– | 3-2  | 3-0  | 6-4  | 4-0  | 4-1  | 14-0 | 3-2  | 6-1  | 1-1  | 3-0  |
| Milan Ladies           | 3-1  | 1-0  | 0-0  | 0-3  | –––– | 2-2  | 1-3  | 1-2  | 0-1  | 3-0  | 0-0  | 2-2  | 1-2  | 4-0  |
| Orobica                | 3-1  | 6-0  | 3-0  | 0-2  | 2-2  | –––– | 2-4  | 2-2  | 5-1  | 7-1  | 3-3  | 1-3  | 0-1  | 3-1  |
| Pro San Bonifacio      | 2-0  | 3-0  | 0-3  | 1-2  | 3-0  | 1-1  | –––– | 2-0  | 0-1  | 11-0 | 4-2  | 1-1  | 0-2  | 3-0  |
| Real Meda              | 2-0  | 2-0  | 0-1  | 3-1  | 2-1  | 4-1  | 0-0  | –––– | 1-1  | 3-0  | 1-2  | 0-2  | 1-4  | 2-0  |
| Riozzese               | 3-4  | 4-0  | 0-2  | 1-6  | 4-3  | 0-3  | 1-5  | 2-3  | –––– | 4-0  | 1-5  | 1-1  | 1-7  | 8-1  |
| Südtirol               | 0-3  | 1-2  | 0-8  | 1-6  | 0-4  | 2-7  | 1-5  | 0-6  | 0-2  | –––– | 0-3  | 0-4  | 0-8  | 1-1  |
| Trento Clarentia       | 4-2  | 2-1  | 2-2  | 0-7  | 4-1  | 0-1  | 1-3  | 6-0  | 0-1  | 9-0  | –––– | 1-5  | 1-3  | 3-1  |
| Unterland              | 2-2  | 3-1  | 0-3  | 1-2  | 1-0  | 2-6  | 0-2  | 1-3  | 5-0  | 7-0  | 0-3  | –––– | 0-2  | 1-0  |
| Valpolicella           | 1-2  | 6-1  | 2-0  | 2-2  | 2-0  | 4-0  | 5-1  | 3-1  | 3-2  | 9-0  | 3-2  | 3-0  | –––– | 6-0  |
| Vicenza                | 1-3  | 0-0  | 0-4  | 0-4  | 0-1  | 2-2  | 0-1  | 1-4  | 1-1  | 2-1  | 2-1  | 0-5  | 1-8  | –––– |

## Girone D

### Squadre partecipanti
| Club                           | Città          | Stagione 2015-2016        |
| ------------------------------ | -------------- | ------------------------- |
| A.S.D. Apulia Trani            | Trani          | 9º posto in Serie B/D     |
| A.S.D. Domina Neapolis Academy | Napoli         | 6º posto in Serie B/D     |
| A.S. Grifone Gialloverde       | Roma           | in Serie C Lazio          |
| Femminile Latina Calcio        | Latina         | 1º posto in Serie C Lazio |
| S.S. Lazio Women 2015          | Roma           | 7º posto in Serie B/D     |
| A.S.D. Napoli C.F.             | Napoli         | 3º posto in Serie B/D     |
| A.S.D. Napoli Dream Team       | Napoli         | 10º posto in Serie B/D    |
| A.S.D.F. Nebrodi               | Capo d'Orlando | 4º posto in Serie B/D     |
| A.S.D. Pink Sport Time         | Bari           | 10º posto in Serie A      |
| A.S.D. Roma C.F.               | Roma           | 2º posto in Serie B/D     |
| A.S.D. Roma XIV decimoquarto   | Roma           | 5º posto in Serie B/D     |
| A.S.D Salento Women Soccer     | Lecce          | 11º posto in Serie B/D    |

### Classifica finale
|  | Pos. | Squadra             | Pt | G  | V  | N | P  | GF | GS | DR  |
|  | ---- | ------------------- | -- | -- | -- | - | -- | -- | -- | --- |
|  | 1.   | Pink Sport Time     | 63 | 22 | 21 | 0 | 1  | 73 | 9  | +64 |
|  | 1.   | Roma CF             | 63 | 22 | 21 | 0 | 1  | 83 | 12 | +71 |
|  | 3.   | Latina              | 37 | 22 | 10 | 7 | 5  | 37 | 27 | +10 |
|  | 4.   | Napoli              | 32 | 22 | 9  | 5 | 8  | 25 | 22 | +3  |
|  | 5.   | Roma XIV            | 31 | 22 | 10 | 1 | 11 | 34 | 48 | -14 |
|  | 6.   | Salento Women       | 29 | 22 | 9  | 2 | 11 | 35 | 46 | -11 |
|  | 7.   | Lazio               | 28 | 22 | 9  | 1 | 12 | 27 | 34 | -7  |
|  | 8.   | Nebrodi             | 26 | 22 | 8  | 2 | 12 | 33 | 45 | -12 |
|  | 9.   | Napoli Dream Team   | 22 | 22 | 6  | 4 | 12 | 22 | 37 | -15 |
|  | 10.  | Domina Neapolis     | 20 | 22 | 6  | 2 | 14 | 26 | 54 | -28 |
|  | 11.  | Apulia Trani        | 17 | 22 | 4  | 5 | 13 | 10 | 32 | -22 |
|  | 12.  | Grifone Gialloverde | 12 | 22 | 3  | 3 | 16 | 21 | 60 | -39 |

Legenda:
      Promossa in Serie A 2017-2018
      Retrocessa in Serie C 2017-2018
Note:
Tre punti a vittoria, uno a pareggio, zero a sconfitta.

### Risultati
|                       | Apu  | Dom  | Gri  | Lat  | Laz  | Nap  | NDT  | Neb  | PST  | Rom  | RDe  | Sal  |
| --------------------- | ---- | ---- | ---- | ---- | ---- | ---- | ---- | ---- | ---- | ---- | ---- | ---- |
| Apulia Trani          | –––– | 1-2  | 1-0  | 2-2  | 1-0  | 0-1  | 1-0  | 1-1  | 0-3  | 0-3  | 0-2  | 1-0  |
| Domina Neapolis       | 0-0  | –––– | 3-2  | 2-3  | 1-2  | 1-3  | 0-3  | 1-5  | 0-2  | 0-5  | 3-1  | 1-3  |
| Grifone               | 2-0  | 1-1  | –––– | 0-3  | 1-2  | 0-2  | 0-3  | 3-4  | 0-2  | 0-6  | 1-3  | 2-1  |
| Latina                | 0-0  | 2-1  | 5-0  | –––– | 0-0  | 0-0  | 3-2  | 1-0  | 0-3  | 0-1  | 3-0  | 1-1  |
| Lazio                 | 5-0  | 4-0  | 1-0  | 0-1  | –––– | 0-1  | 1-2  | 2-1  | 0-4  | 0-2  | 0-3  | 2-0  |
| Napoli                | 2-0  | 0-1  | 1-1  | 1-3  | 1-0  | –––– | 1-0  | 4-0  | 0-2  | 0-1  | 1-0  | 2-3  |
| Napoli Dream Team     | 0-0  | 1-2  | 0-0  | 2-2  | 3-1  | 1-1  | –––– | 1-0  | 0-5  | 0-6  | 1-2  | 0-1  |
| Nebrodi               | 2-1  | 1-3  | 4-2  | 3-1  | 4-5  | 0-0  | 0-1  | –––– | 0-1  | 0-2  | 3-0  | 2-1  |
| Pink Sport Time       | 1-0  | 4-0  | 7-0  | 2-0  | 3-0  | 3-2  | 3-0  | 5-0  | –––– | 3-1  | 7-1  | 4-0  |
| Roma                  | 3-0  | 3-0  | 7-1  | 4-2  | 3-0  | 3-1  | 3-0  | 7-0  | 3-1  | –––– | 7-0  | 8-1  |
| Roma XIV decimoquarto | 1-0  | 5-2  | 1-4  | 2-2  | 3-1  | 2-0  | 1-0  | 1-0  | 2-5  | 1-2  | –––– | 3-5  |
| Salento Women         | 2-1  | 3-2  | 3-1  | 1-3  | 0-1  | 1-1  | 4-2  | 2-3  | 0-3  | 2-3  | 1-0  | –––– |

### Spareggio promozione
| Roma CF | 1 - 1 (rig: 4-5) | Pink Sport Time | Città Sant'Angelo, 21 maggio 2017 |  |  |
|         |                  |                 |                                   |  |  |